# Кеберг (природний заповідник)
Природний заповідник Кеберг розташований у провінції Західний Кейп у Південній Африці, приблизно за 30 кілометрів на північ від Кейптауна. Заповідник був заснований у 1991 році з метою створення буферної зони навколо АЕС Коберг і захисту навколишнього природного середовища. Площа заповідника 26,8 км². Він примикає до природного заповідника Вітзандс-Аквіфер.

## Біорізноманіття

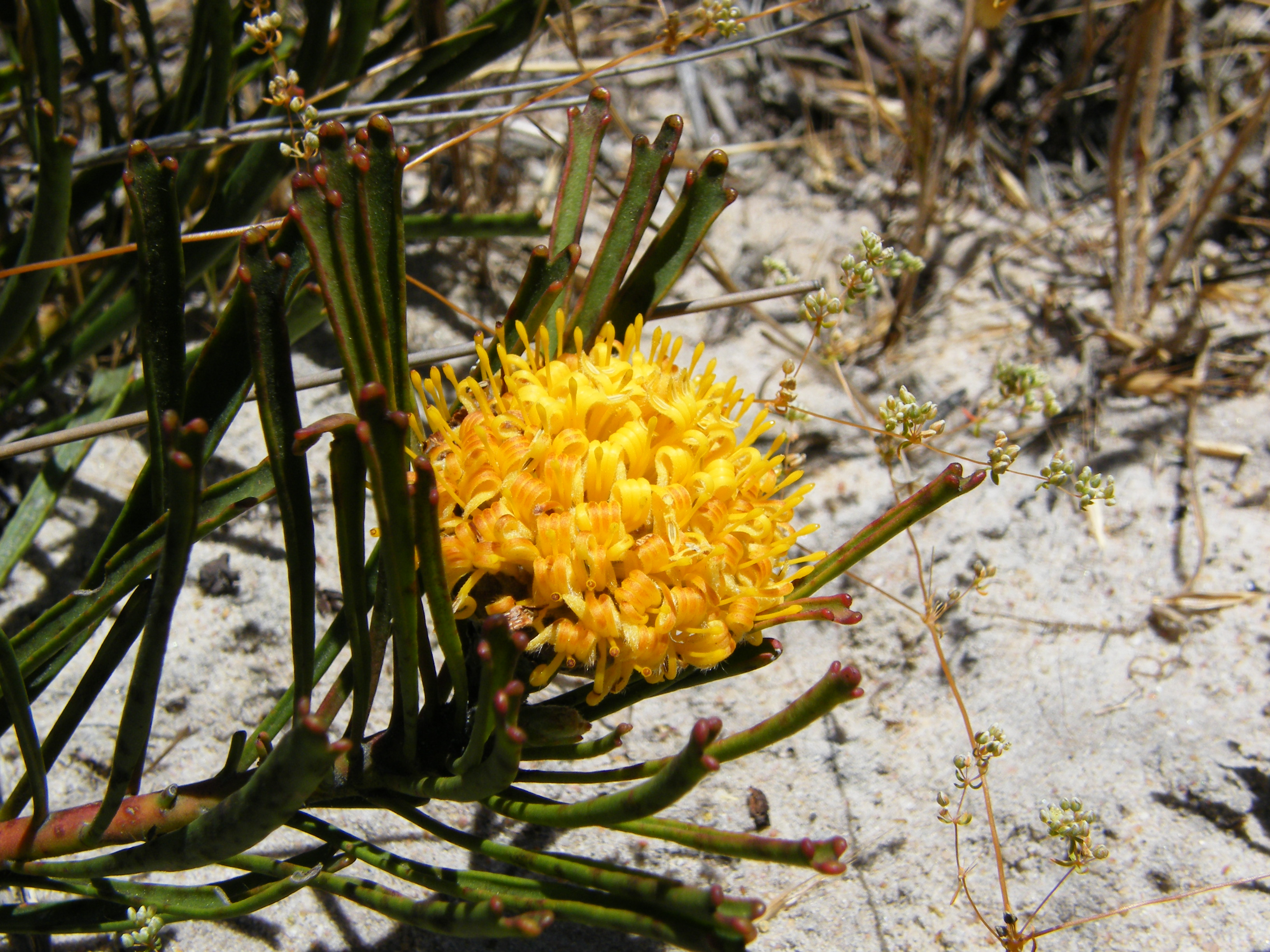
Leucospermum hypophyllocarpodendron, що знаходиться під загрозою зникнення.

Заповідник є домом для різноманітних біомів, включаючи біоми Капе-Флатс-Дюне-Страндвелд, що знаходяться під загрозою зникнення та Атлантіс-Санд-Фейнбос.
У заповіднику виявлено 8 видів земноводних, 40 видів рептилій та понад 210 видів птахів.
Серед ссавців, яких можна зустріти в заповіднику африканський дикий кіт, вухата лисиця, блакитний гну, бурчелова зебра, капський сірий мангуст, каракал, канна, дуїкер, орикс, спрингбок, стенбок, генета, капський морський котик та південний кит.